# تطور اللغات
يشمل تطور اللغات أو تاريخها، مسار تباينها وتقدمها عبر الزمن على النحو الذي صاغها به علم التاريخ اللغوي واللغويات المقارنة والسجلات المكتوبة وغيرها من تقنيات اللسانيات التاريخية. يُعتبر أصل اللغة موضوعًا مثيرًا للجدل، إذ يُرجع تاريخ بعض اللغات، على نحو غير مؤكد، إلى العصر الحجري القديم. ومع ذلك، فإن تاريخ اللغة، حسب السجلات الأثرية والمكتوبة، يمتد من العصور القديمة والعصر الحجري الحديث.
تغير توزيع اللغات بشكل كبير مع مرور الزمن. إذ تفوقت بعض اللغات على اللغات المحلية الرئيسية التي تضم اللغة العيلامية أو الصغدية أو الكوينه الإغريقية أو الناواتل وغيرها في العصور القديمة وما بعد الكلاسيكية وأوائل العصر الحديث، بسبب الصراع والهجرة وتغير ميزان القوى. تغيرت أيضًا مكانة اللغات بشكل نسبي، كما هو الحال في تراجع أهمية الفرنسية والألمانية أمام اللغة الإنجليزية في أواخر القرن العشرين.

## التاريخ القديم (3000 قبل الميلاد - 500 ميلادي)

### أفريقيا
انطلاقًا من بلاد الشام في القرن الحادي عشر قبل الميلاد، كانت فينيقيا دولة تجارية وقوة استعمارية سباقة، وانتشرت لغتها وصولًا إلى ما يُعرف اليوم بليبيا وتونس والجزائر والمغرب فضلًا عن جنوب إسبانيا وجزر البليار والمناطق الساحلية في سردينيا وكورسيكا وجزيرة قبرص. تُعتبر الألفبائية الفينيقية أقدم أبجدية (ألفبائية بحروف صامتة) - وسلفٌ للألفبائية اللاتينية.
منذ ما بين 3,000 و 4,000 عام مضت، انفصلت البانتو البدائية، المستخدمة في بعض أجزاء وسط أفريقيا وغربها بالقرب من الكاميرون، عن اللغات البانتوية الأخرى مع بداية توسع البانتو. ظلت اللغات الموثقة جيدًا راسخة في - أو نشأت من - شمال أفريقيا، حيث تشكلت الدول المعقدة وتفاعلت مع أجزاء أخرى من عالم البحر الأبيض المتوسط. أصبحت اللغة البونيقية، أحد أشكال اللغة الفينيقية، لغة سائدة في الإمبراطورية القرطاجية من القرن الثامن وحتى القرن السادس، أي نحو قرنين من الزمن. أتاحت هذه اللغة تحقيق تواصل مسهب مع سائر المنطقة اللغوية الفينيقية حتى تعرضت الإمبراطورية للهزيمة من قِبل روما عام 146 قبل الميلاد، لكنها بدأت مع مرور الوقت باعتماد المزيد من الكلمات والأسماء من اللغات الأمازيغية المجاورة. أظهر الغزاة الرومان تقديرهم للنقوش القرطاجية الأثرية، فترجموها وقدموها كهدايا للمكتبات الأمازيغية. حققت إحدى أشكال هذه اللغة استمرارية لعدة قرون لاحقة، وأشار إليها العلماء المعاصرون باللغة البونيقية اللاتينية، إذ استخدمت تراكيب الكلمات والصوتيات ذاتها ولكن بحروف لاتينية.
لم تتضح طبيعة اللغة الأمازيغية البدائية ووقت ظهور اللغات الأمازيغية، فمن المحتمل أنها بدأت بالظهور في وقت قريب من نشوء الحضارة القبصية في العصر الحجري المتوسط. يشير روجر بلانش إلى أن الناطقين باللغة الأمازيغية البدائية، بعد انفصالها عن اللغة الأفراسيوية المبكرة، انتشروا من وادي نهر النيل إلى شمال أفريقيا منذ نحو 4,000 وحتى 5,000 عام. وفقًا لهذا النموذج، فقد استعار الأمازيغ الأوائل العديد من الكلمات من خلال التواصل مع اللاتينية والبونيقية القرطاجية. تفتقر لغة آزناك وحدها فقط إلى الكلمات المستعارة من البونيقية.
ازدهرت الحضارة النوبية على الامتداد الجنوبي لنهر النيل، وأتاحت إجراء عمليات تجارية واسعة النطاق واتصالات وثيقة مع مصر أولًا ثم روما. تحدث شعب مملكة كوش لمدة 700 عام باللغة المروية، من 300 قبل الميلاد إلى 400 ميلادي. يتعذر تقريبًا فهم هذه اللغة المنقوشة بالأبجدية المروية أو الهيروغليفية، بسبب ندرة النصوص ثنائية اللغة. نتيجة لذلك، استمر نقاش علماء اللغة المعاصرون حول ما إذا كانت هذه اللغة نيلية صحراوية أو أفراسيوية.
خلال فترة الهجرة التي أدت إلى تجزئة الإمبراطورية الرومانية، امتد نطاق الجماعات الجرمانية لفترة وجيزة خارج حدود أوروبا إلى شمال إفريقيا. سيطر متحدثو إحدى اللغات غير الموثقة كفاية، ويُفترض أنها الفاندالية الجرمانية الشرقية، على معظم إسبانيا والبرتغال ثم عبروا إلى شمال أفريقيا في ثلاثينيات القرن الخامس، واستولوا على تلك الأراضي حتى القرن السادس، إذ حكمهم البيزنطيون بعد ذلك إثر هزيمة عسكرية في عام 536.

### الأمريكيتين
يشير مركز ألاسكا للغات الأصلية إلى أن اللغة الأصلية المشتركة للغتي الأسكيمو والأليوت قد تقسمت منذ 4,000 عام على الأقل، فنتج عنها هاتين اللغتين.
وُجدت اللغات الأوتومانغوية في أمريكا الوسطى بحلول عام 2000 قبل الميلاد على الأقل، ومن المحتمل أنها نشأت قبل عدة آلاف من السنين في ثقافة تهواكان في وادي تهواكان. يمثل نص الزابوتيك ذو الطلاسم أقدم نص مكتوب في أمريكا الوسطى.

### آسيا
شهدت آسيا على مدار العصور القديمة ظهور عدة حضارات كبيرة دامت طويلًا. يدل البحث اللغوي المقارن الشحيح نسبيًا على أن أصل اللغات الدرافيدية المستخدمة اليوم في جنوب الهند وجزء صغير من باكستان غير معلوم بشكل واضح. من المرجح أن اللغات الدرافيدية البدائية قد استُخدمت في الهند مع بداية الألفية الرابعة قبل الميلاد لتحل محلها بعد ذلك اللغات الهندية الآرية بشكل جزئي. تُترجم حضارة وادي السند عمومًا على أنها درافيدية. بدأ متحدثو اللغة الهندية الآرية بالسيطرة على سهول شمال الهند، مما دفع إلى استخدام السنسكريتية بعد عام 1500 قبل الميلاد.
يشير بينو لاندسبرغر وغيره من علماء الآشوريات إلى احتمال استخدام لغة مفترضة غير مصنفة تدعى الفراتية البدائية في جنوب العراق خلال فترة العبيد من 5300 إلى 4700 قبل الميلاد، من قِبل شعب ينتمي على الأرجح إلى ثقافة سامراء.
أسس شعب الغوتي، وهو مجموعة من الغزاة الرحل من جبال زاغروس، السلالة الغوتية وحكموا سومر. تُذكر اللغة الغوتية في الألواح السومرية، إلى جانب أسماء الملوك الغوتيين. يقترح عالم اللسانيات دبليو. بي. هينينغ وجود ارتباط محتمل مع اللغة التخارية بناءً على نهايات أسماء الملوك المماثلة لنهاياتها. ومع ذلك، يرفض معظم العلماء قبول هذه النظرية.
تشمل اللغات الأخرى غير الموثقة بشكل كاف، اللغة السامية العمورية التي تحدث بها أفراد قبائل العصر البرونزي. قدمت اللهجة الأوغاريتية في أقصى الغرب النصوص الأوغاريتية، التي عثر عليها علماء الآثار الفرنسيون في منطقة أوغاريت في سوريا عام 1929. ضمت مجموعة الكتابات الأوغاريتية أكثر من 50 قصيدة ملحمية أوغاريتية، بالإضافة إلى أعمال أدبية مثل دورة بعل (الموجودة في متحف اللوفر). كان المتحدثون السومريون والأكاديون على اتصال بين القرنين الثامن عشر والرابع قبل الميلاد مع المتحدثين باللغة الكيشية، وهم شعب استقر في بلاد ما بين النهرين وجبال زاغروس، حتى أنهى العيلاميون الغزاة وجودهم.
أدى صعود الإمبراطورية العيلامية إلى رفع مستوى اللغة العيلامية وبروزها بين 2600 و330 قبل الميلاد. اتُخذ ما مجموعه 130 حرفًا رمزيًا من الكتابة المسمارية الأكادية لتكون بمثابة الكتابة المسمارية العيلامية. في وقت سابق، بين 3100 و2900 قبل الميلاد، كانت الكتابات العيلامية البدائية الأولى من نوعها في إيران. يصعب تفسير اللغة العيلامية واستنباطها حتى يمكن اعتبارها لغة معزولة، رغم التعرف على 20,000 لوح عيلامي.